# Passer domesticus
La passera europea, o passera oltremontana (Passer domesticus Linnaeus, 1758, Passero Domestico o europeo, Da Spoltore, 2008) è un uccello appartenente alla famiglia dei Passeridi. Detto comunemente passero o passerotto, ha raggiunto una distribuzione cosmopolita. Non va confuso con la passera d'Italia, la specie comunemente presente nella penisola italiana.
Tra il 1980 e il 2017, la popolazione di questa specie ha subito un forte declino in varie parti d'Europa, a causa dell'attività agricola umana che ne ha danneggiato gli habitat.

## Descrizione
Il piumaggio dei maschi adulti differisce dal piumaggio delle femmine e degli immaturi. Il maschio è facilmente confondibile con le altre specie del genere Passer, se non fosse per il vertice grigio. La taglia è di circa  15 cm,  per 32 g  di peso.

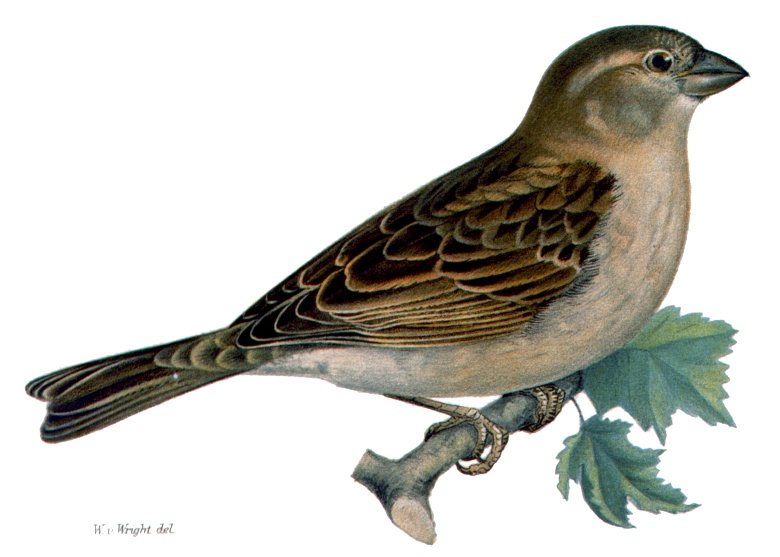
Passera europea femmina
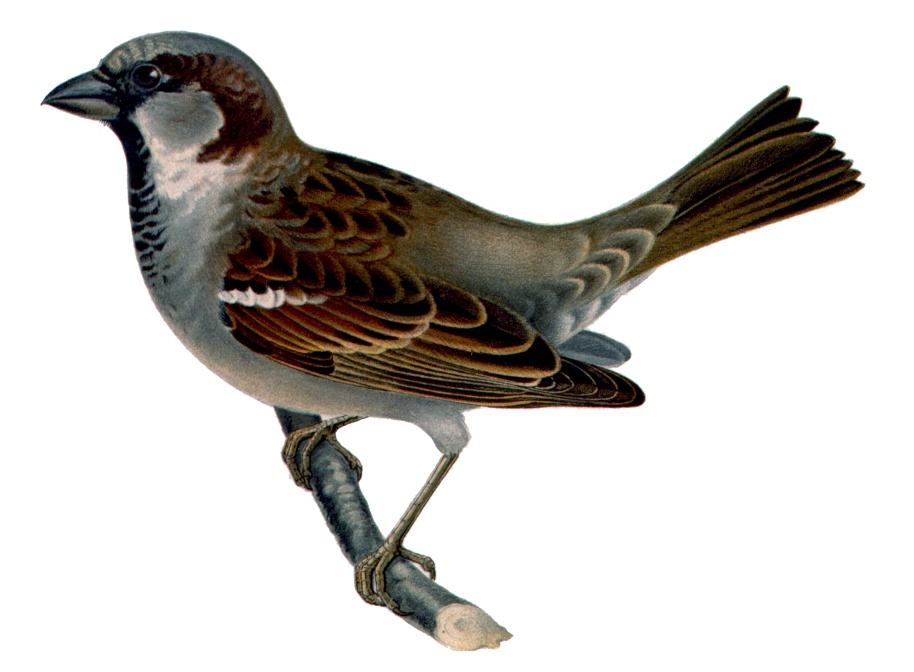
Passera europea maschio

## Biologia
È una specie molto socievole; infatti, può stare in gruppi di una decina di esemplari e spesso si avvicina agli umani per cercare cibo. È granivora, ma in estate non disdegna larve e insetti. I passeri europei, per liberarsi dei parassiti, fanno bagni di terra. Vive in media 5 o 6 anni.

### Riproduzione

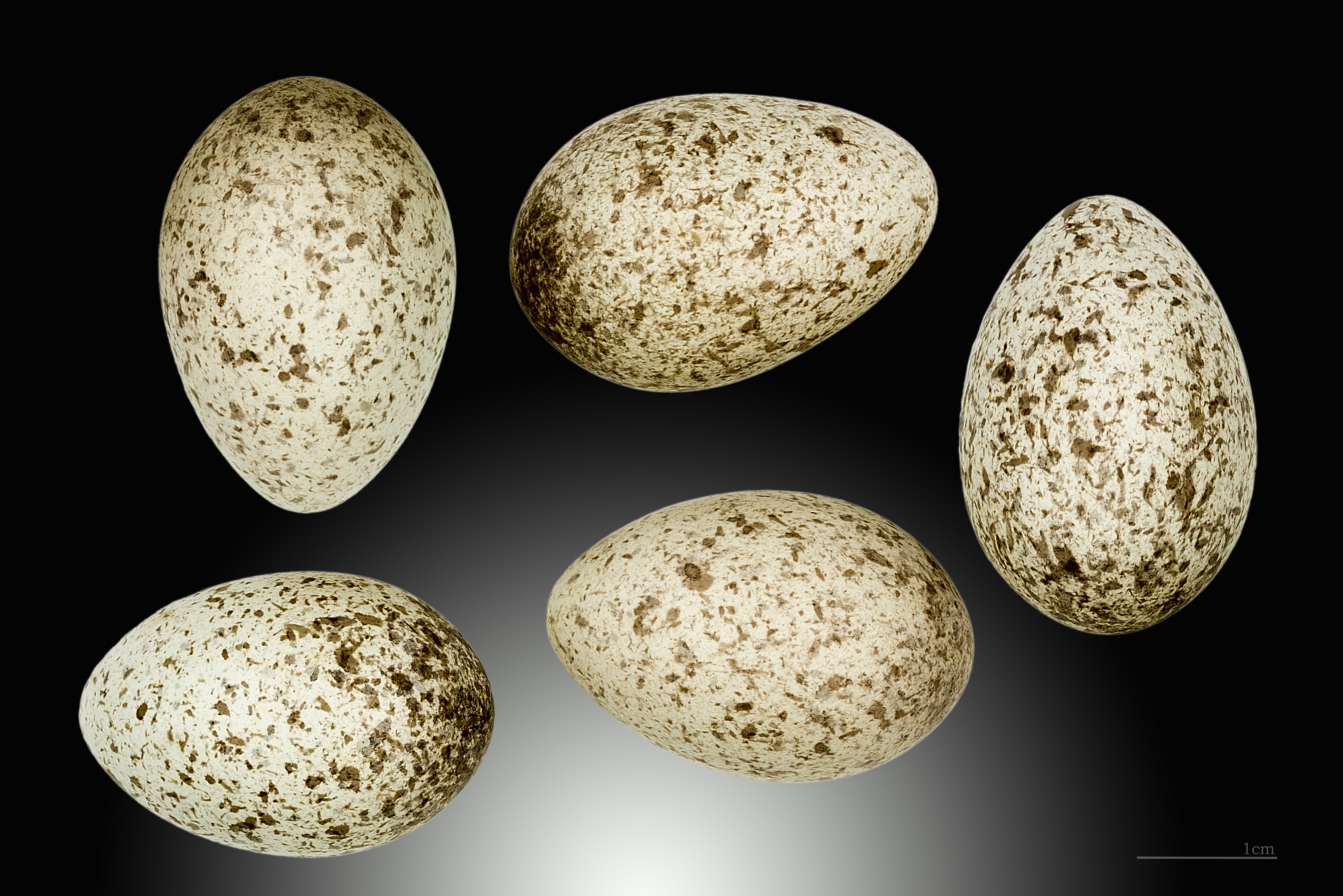
Uova di Passer domesticus domesticus

Il maschio prepara più nidi, nei posti più disparati ma sempre comodi: sotto le tegole, negli anfratti di edifici e occasionalmente sugli alberi. La paglia è la componente principale dei suoi nidi, che poi imbottisce con piume di altri uccelli; l'ingresso del nido è sempre laterale. La femmina che si farà attirare in uno dei nidi preparati dal maschio vi deporrà dalle 4 alle 8 uova, quando giunge la primavera. La nidiata è svezzata da entrambi i genitori.

### Spostamenti
Non migra e, in zone abitate, si lascia avvicinare facilmente dalle persone. Vive in stormi anche grandi ed è socievole anche nel periodo di cova.

## Distribuzione e habitat

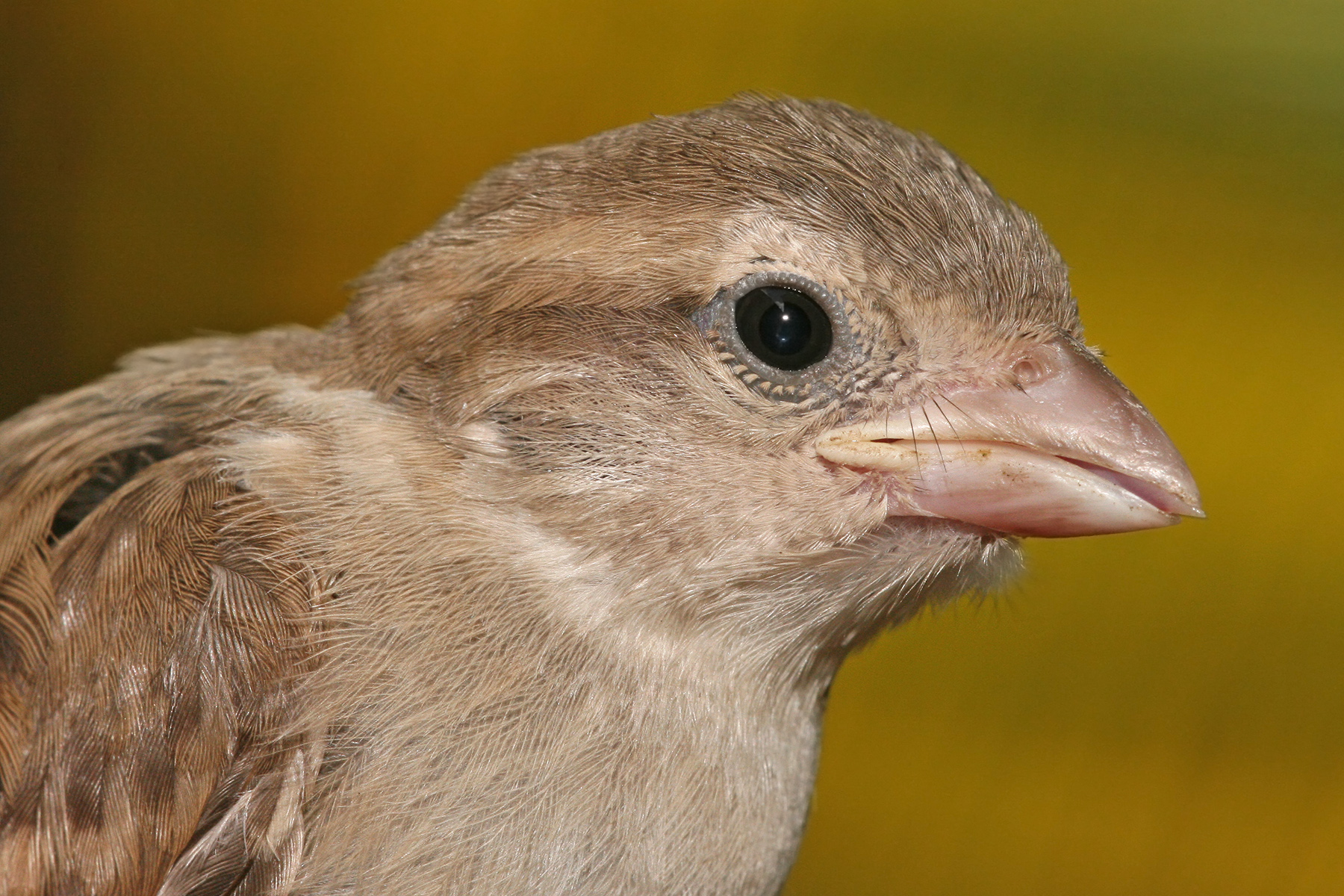
Primo piano di un individuo subadulto

L'areale originario di questa specie si estende dall'Europa, al Nord Africa all'Asia. A seguito di ripetute introduzioni da parte dell'uomo si è naturalizzata anche in America, in Africa australe e in Oceania, divenendo di fatto una specie a distribuzione cosmopolita.
L'areale di questa specie non comprende però l'Italia (a parte alcune aree di confine). In Sicilia e in Sardegna essa è sostituita dalla passera sarda (o passero spagnolo), diffusa anche in Spagna, in Grecia e in Nordafrica, paesi nei quali può coesistere con Passer domesticus. Nelle restanti regioni d'Italia è sostituita dal passero italiano (o passera d'Italia), quasi-endemismo del nostro paese (fuori d'Italia è presente in Corsica, in Canton Ticino, in aree alpine di frontiera e a Creta). In Sicilia sono presenti sia il passero spagnolo che il passero italiano. Le due specie suddette hanno abitudini e aspetto simili al congenere Passer domesticus; evidente comunque la differenza nel colore della testa del maschio.

## Sistematica
Il Congresso Ornitologico Internazionale riconosce le seguenti sottospecie:
- Passer domesticus domesticus (Linnaeus, 1758)
- Passer domesticus balearoibericus von Jordans, 1923
- Passer domesticus biblicus Hartert, 1904
- Passer domesticus hyrcanus Zarudny & Kudashev, 1916
- Passer domesticus persicus Zarudny & Kudashev, 1916
- Passer domesticus indicus Jardine & Selby, 1831
- Passer domesticus bactrianus Zarudny & Kudashev, 1916
- Passer domesticus parkini Whistler, 1920
- Passer domesticus hufufae Ticehurst & Cheesman, 1924
- Passer domesticus tingitanus Loche, 1867
- Passer domesticus niloticus Nicoll & Bonhote, 1909
- Passer domesticus rufidorsalis Brehm, CL, 1855